# محب الدخان

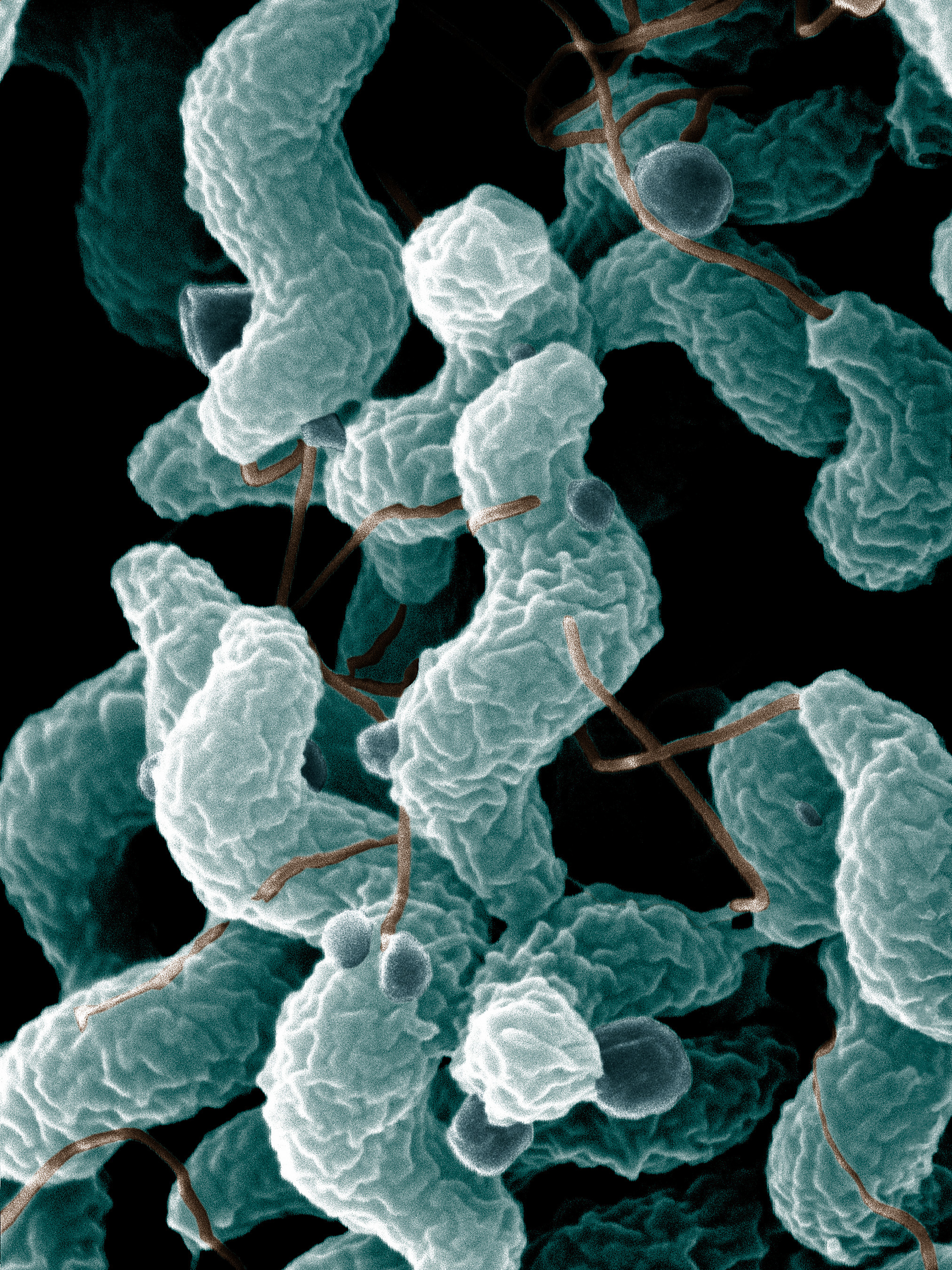
بكتيريا عطيفة، نوع من محبة الدخان

محبة الدخان هي كائنات صغيرة يزدهر نموها في نسب عالية من تركيزات ثنائي أكسيد الكربون
بعضها قد يحتاج عملية أيض لثنائي اكسيد الكاربون، بينما البعض الأخر مجرد يتنافس أكثر نجاحاً في ظل هذه الظروف. المصطلح عموماً وصفي ولديه ملائمة اقل بمعنى تأسيس علاقة تصنيفية أو تطويرية بين الكائنات الحية بهذه الميزة.